# Alexandre Lopes
Alexandre Lopes, född 29 oktober 1974 i Rio de Janeiro i Brasilien, är en brasiliansk före detta fotbollsspelare.